# Wolfgang Schulze
Wolfgang Schulze (né le 7 décembre 1940 à Berlin) est un coureur cycliste allemand. Professionnel de 1961 à 1978, il s'est principalement illustré sur piste, remportant dix courses de six jours.

## Palmarès sur piste

### Six jours
- 1968 : Berlin (avec Peter Post)
- 1969 : Berlin (avec Horst Oldenburg)
- 1969 : Münster (avec Horst Oldenburg)
- 1970 : Berlin (avec Sigi Renz)
- 1972 : Brême, Cologne, Münster (avec Sigi Renz)
- 1973 : Berlin, Francfort (avec Sigi Renz)
- 1974 : Münster (avec Jürgen Tschan)

### Championnats nationaux
- Champion d'Allemagne de l'américaine amateurs en 1960 (avec Wolf-Jürgen Edler)
- Champion d'Allemagne de demi-fond en 1967

## Palmarès sur route
- 1963
  - 2e du Tour des Quatre Cantons

- 1965
  - 2e du Tour de Cologne

- 1966
  - 2e du championnat d'Allemagne sur route
  - 3e du championnat d'Allemagne de la montagne

- 1974
  - 3e du championnat d'Allemagne sur route